# Адэр (город)
Адэр (англ. Adare; ирл. Áth Dara, «крепость дуба») — деревня в Ирландии, находится в графстве Лимерик (провинция Манстер). Известна как одна из самых симпатичных деревень Ирландии. Адэр определён ирландским правительством как город наследия.
Через деревню проходит железнодорожная линия, ведущая в Фойнс, но местная железнодорожная станция, которая была открыта 12 июля 1856 года, была закрыта для пассажиров 4 февраля 1963 года и законсервирована со 2 декабря 1974 года.
В 1967 году деревня выигрывала Irish Tidy Towns Competition.

## Демография
Население — 982 человека (по переписи 2006 года). В 2002 году население составляло 1102.
Данные переписи 2006 года:
| Общие демографические показатели |               |                               |                               |      |      |
| Всё население                    | Всё население | Изменения населения 2002—2006 | Изменения населения 2002—2006 | 2006 | 2006 |
| 2002                             | 2006          | чел.                          | %                             | муж. | жен. |
| 1102                             | 982           | −120                          | −10,9                         | 502  | 480  |

## Достопримечательности
Замок Адэр